# LZS Victoria Chróścice
LZS Victoria Chróścice – polski klub sportowy zarejestrowany w zrzeszeniu LZS 6 września 1945 roku w Opolu.

## Historia
Klub sięga swą historią roku 1918, a po 1945 jest szóstym zarejestrowanym w Polsce klubem Zrzeszenia LZS.

## Osiągnięcia sportowe
- 1953 – Mistrzostwo Polski wśród Ludowych Zespołów Sportowych zdobyte na III Centralnej Spartakiadzie Wsi[1] w Szczecinie.
- 1953 – Zajęcie 11. miejsca w 1 edycji rozgrywek III ligi piłki nożnej mężczyzn w Polsce[2].

## Sekcje sportowe
Piłka nożna, Tenis stołowy, Skat, Szachy, Akademia Piłkarska.

## Członkowie zarządu, działacze
| Daty wyboru zarządu klubu | Prezes               | Wiceprezes                                      | Członkowie Zarządu, działacze klubowi |
| ------------------------- | -------------------- | ----------------------------------------------- | --- |
| 1918                      |                      |                                                 | leśniczy Buchmann, rzeźnik Czok, właściciel gospody Adamietz, koszykarz Niedźwiedź, nauczyciele i rzemiślnicy, bracia Lisowscy |
| 1946                      |                      |                                                 | Walter Gierok, Richard Galus, Richard Maciej, Józef Maciej, Richard Nogosek, August Miś (Gustel), Helmut Grzonka, Karlik Lazik (Lichy), Alfred Maryniak, Hans Młynek, Walter Cygan, Erich Cygan                                            |
| 11 lutego 1951            |                      |                                                 | Paweł Purkot, Alojzy Roj, Otto Urban, Józef Lisowski, Eryk Gbur, Jan Sonsala |
| 22 stycznia 1952          | Jerzy Kokot          | Józef Lisowski                                  | Otto Urban, Eryk Gbur, Kariol Lisowski, Stanisław Dziubiński |
| 14 grudnia 1952           |                      |                                                 | ErykGolusda, Józef Lisowski, Karol Lisowski, Józef Gbur, Jan Pietrek, Antoni Urban, Jan Gwiosda |
| 20 sierpnia 1953          | Stanisław Dziubiński | Otto Urban                                      | Alfons Golusda, Antoni Urban, Jan Sosala, Alojzy Roj, Józef Młynek, Piotr Wicher, Kurt Kupilas |
| 1956                      |                      |                                                 | Antoni Lisowski, Józef Pylla, Piotr Wicher, Józef Lisowski, Otto Urban, Rudolf Zimolong |
| 1 grudnia 1966            | Gerard Wosz          | Rudolf Borosz, Józef Lisowski                   | Alfons Goluzda, Paweł Wakan, Stefan Mikita, Gothard Sochor |
| 16 stycznia 1972          | Alfons Goluzda       | Werner Lisowski, Alfred Kupilas, Józef Lisowski | Gerard Wosz, Henryk Owcorz, Hary Pylla |
| 12 grudnia 1972           | Alfons Goluzda       | Werner Lisowski, Alfred Kupilas, Józef Lisowski | Gerard Wosz, Henryk Owcorz, Hary Pylla, Piotr Solorz, Marta Kośny |
| 18 stycznia 1973          | Józef Lisowski       | Werner Lisowski, Alfred Kupilas                 | Gerard Wosz, Henryk Owcorz, Hary Pylla, Piotr Solorz, Marta Kośny, Bernard Ressela |
| 26 stycznia 1975          | Gerard Wosz          | Gerard Młynek, Teodor Lazik, Werner Lisowski    | Bernard Ressel, Henryk Pylla, Dieter Szwagierek, Piotr Solorz, Alfred Kupilas |
| 22 czerwca 1975           | Gerard Wosz          | Gerard Młynek, Teodor Lazik, Werner Lisowski    | Bernard Ressel, Henryk Pylla, Dieter Szwagierek, Piotr Solorz, Alfred Kupilas, Reinhold Wende |
| 21 lipca 1977             | Dieter Szwagierek    | Reinhold Wende, Teodor Lazik                    | Józef Tretel, Antoni Weber, Alfred Kupilas, Gerard Młynek, Jerzy Stiller, Rajnhard Lisowski, Alfred Smolka, Piotr Wicher, Franciszek Kin, Henryk Matysiok                                                                                  |
| 22 grudnia 1977           | Dieter Szwagierek    | Reinhold Wende, Teodor Lazik                    | Józef Tretel, Antoni Weber, Alfred Kupilas, Gerard Młynek, Jerzy Stiller, Rajnhard Lisowski, Alfred Smolka, Piotr Wicher, Franciszek Kin, Henryk Matysiok                                                                                  |
| 1 października 1982       | Reinhold Wende       |                                                 | Antoni Weber, Józef Tretel, Alfred Kupilas, Gerhard Młynek, Jerzy Stiller, Antoni Sosna, eodor Lazik, Piotr Solorz, Piotr Wicher, Alfred Smolka, Henryk Matysiok                                                                           |
| 27 listopada 1983         | Reinhold Wende       | Jan Kołodziej                                   | Henryk Pylla, Ryszard Ressel, Alfred Kupilas, Antoni Sosna, Jerzy Stiller, Dieter Filla, Antoni Weber, Hubert Mehl, Hubert Rudek |
| 24 listopada 1985         | Reinhold Wende       | Jan Kołodziej, Henryk Pylla, Dieter Filla       | Egon Bruk, Ryszard Ressel, Jerzy Stiller, Jerzy Ploszczonka, Rajnhold Torka, Antoni Weber |
| 30 listopada 1986         | Reinhold Wende       | Jan Kołodziej, Henryk Pylla, Dieter Filla       | Egon Bruk, Ryszard Ressel, Jerzy Stiller, Jerzy Ploszczonka, Rajnhold Torka, Hubert Mehl, Antoni Sosna, Henryk Młynek |
| 13 grudnia 1987           | Reinhold Wende       | Jan Kołodziej, Henryk Pylla                     | Jerzy Kokot, Rajmund Lisowski, Rajnold Torka, Henryk Gbur, Ryszard Ressel, Erwin Marszolek, Eryk Lisowski, Konrad Bogdan, Antoni Sosna, Teodor Lazik, Paweł Młynek, Jerzy Stiler, Egon Bruk, Antoni Lazik, Alfons Gandyra, Krystian Blacha |
| 3 grudnia 1989            | Józef Kokot          | Henryk Pylla, Roland Lisowski                   | Henryk Gbur, Jerzy Kokot, Rudolf Młynek, Paweł Młynek, Wolfgang Kołodziej, Erwin Marszolek, Rajnold Torka, Adrian Lisowski |
| 9 gudzień 1990            | Józef Kokot          | Henryk Pylla, Roland Lisowski                   | Henryk Gbur, Paweł Młynek, Wolfgang Kołodziej, Erwin Marszolek, Rajnold Torka, Adrian Lisowski, Gerhard Wosz, Marek Młynek |
| 15 grudnia 1991           | Józef Kokot          | Henryk Pylla, Roland Lisowski                   | Henryk Gbur, Paweł Młynek, Wolfgang Kołodziej, Erwin Marszolek, Rajnold Torka, Adrian Lisowski, Gerhard Wosz, Marek Młynek, Krystian Blacha, Manfred Laksy, Antoni Lazik, Sebastian Starosta, Alojzy Szemiczka                             |
| 4 lutego 1996             | Klemen Weber         | Gerard Wosz                                     | Roland Lisowski, Henryk Gbur, Antoni Sosna, Rajnold Torka, Wolfgang Kołodziej, Paweł Młynek, Henryk Pyla, Henryk Kałuża |
| 14 stycznia 1998          | Klemen Weber         | Henryk Pyla, Roland Lisowski                    | Antoni Sosna, Ryszard Skałka, Marek Gołębiowski, Krystian Blacha, Erwin Marszolek, Sebastian Starosta, Adrian Lisowski, Rajnold Torka, Henryk Kałuża, Egon Bruk, Hubert Smyk, Paweł Młynek, Wolfgang Kołodziej, Gerad Wosz                 |
| 28 listopada 1999         | Klemen Weber         | Henryk Pyla, Roland Lisowski                    | Antoni Sosna, Ryszard Skałka, Marek Gołębiowski, Krystian Blacha, Erwin Marszolek, Adrian Lisowski, Rajnold Torka, Henryk Kałuża, Hubert Smyk, Paweł Młynek, Wolfgang Kołodziej, Piotr Wosz, Roman Kupczyk, Ryszard Wójcik                 |
| 25 listopada 2001         | Klemen Weber         | Henryk Pyla, Roland Lisowski                    | Sławomir Taszycki, Antoni Sosna, Józef Borosz, Roman Kupczyk, Piotr Wosz, Krystian Blacha, Egon Bruk, Erwin Marszolek, Klaus Zdechlik, Wolfgang Kołodziej, Henryk Kałuża                                                                   |

## Zawodnicy sezon 2020/2021
Stan na 28 sierpnia 2020
| Nr | Poz. | Piłkarz          |
| -- | ---- | ---------------- |
| 12 | BR   | Patryk Walkowicz |
| 5  | OB   | Marek Warzecha   |
| 6  | OB   | Michał Budnik    |
| 7  | NA   | Pavlo Koval      |
| 8  | PO   | Szymon Polok     |
| 9  | PO   | Wojciech Scisło  |
| 10 | PO   | Dastin Polok     |
| 11 | OB   | Mateusz Glinda   |
| 16 | PO   | Marek Waindok    |

| Nr | Poz. | Piłkarz        |
| -- | ---- | -------------- |
| 20 | PO   | Damian Polok   |
| 1  | BR   | Kewin Wala     |
| 13 | OB   | Adam Dendera   |
| 3  | PO   | Tobiasz Blacha |
| 19 | PP   | Amadeusz Marek |
| 14 | PO   | Michał Mohlek  |